# Al-Schifa-Krankenhaus

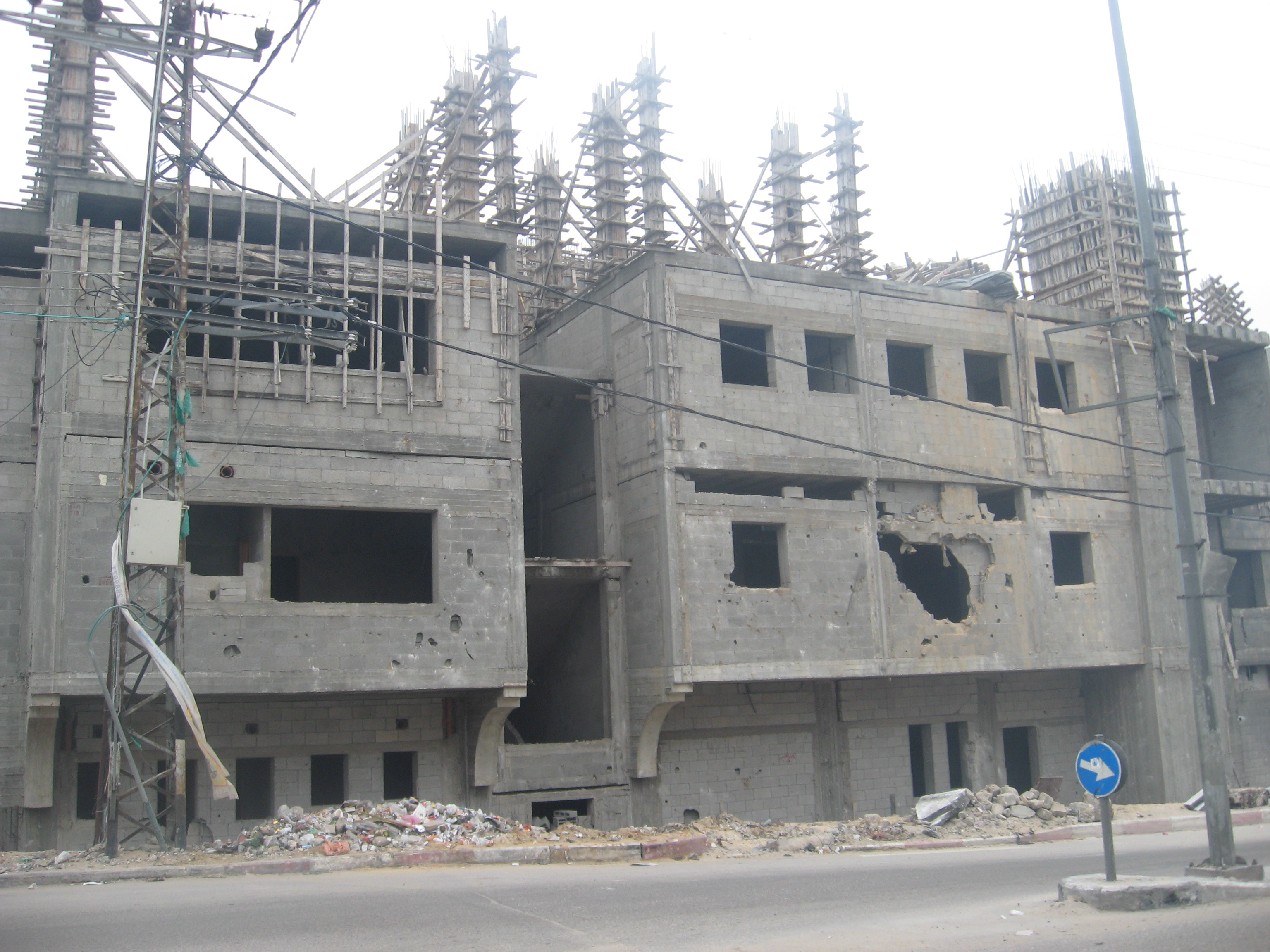
Der 2009 zerschossene Anbau des Al-Schifa-Krankenhauses

Das Al-Schifa-Krankenhaus (auch Dar-al-Shifa-Krankenhaus; arabisch مستشفى الشفاء Mustaschfa asch-Schifa, DMG Mustašfā aš-Šifāʾ; englisch Al-Shifa Medical Complex; auch Al-Schifa-Klinik) war der größte medizinische Komplex und das zentrale Krankenhaus im Gazastreifen. Es befand sich im Stadtteil Rimal (Gaza-Stadt) in Gaza-Stadt und verfügte vor seiner Zerstörung 2024 über rund 700–800 Betten sowie mehr als 1.500 Beschäftigte, darunter etwa 500 Ärzte und 700 Krankenpfleger.

## Geschichte

### Britisches Mandatsgebiet (1946–1948)
Das Krankenhaus entstand 1946, als die Mandatsverwaltung einen ehemaligen Stützpunkt der britischen Armee zu einer Quarantäne- und Fieberklinik umbaute. Bis zum Palästinakrieg 1948 war es eines von zwei Spitälern in Gaza; das zweite war das al-Ahli-Arab-Hospital.

### Ägyptische Verwaltung und israelische Besatzung (1948–1994)
Nach dem Krieg unterstand der Gazastreifen der ägyptischen Militärverwaltung; das Al-Schifa-Krankenhaus wurde zum wichtigsten öffentlichen Gesundheitszentrum des Küstengebietes ausgebaut.
Mit der israelischen Besetzung 1967 ging die Trägerschaft an die israelische Zivilverwaltung über. In den 1980er-Jahren modernisierte Israel das Areal umfassend; die Planungen stammten von den Tel-Aviver Architekten Gerschon Tzipor und Benjamin Idelson. Dabei entstand auch ein großflächiges Kellergeschoss aus Stahlbeton, dessen spätere Nutzung umstritten ist (siehe Abschnitt „Kontroverse“).

### Palästinensische Autonomiebehörde und Hamas-Regierung (seit 1994)
Mit der Umsetzung der Oslo-Verträge 1994 ging die Verantwortung an das Gesundheitsministerium der palästinensischen Autonomiebehörde über. Nach dem Wahlsieg der Hamas 2006 verblieb die Belegschaft formell beim Ministerium, faktisch jedoch unter Verwaltung der de-facto-Regierung in Gaza.

## Rolle im Gesundheitssystem
Vor 2023 fungierte das Al-Schifa-Krankenhaus als tertiäres Überweisungszentrum für etwa zwei Millionen Menschen im Gazastreifen. Der Komplex umfasste spezialisierte Teilkrankenhäuser für Chirurgie, Innere Medizin sowie Geburtshilfe und versorgte jährlich zehntausende Patienten.

## Belagerungen und Zerstörung 2023/24

### Erstes israelisches Vorgehen (November 2023)
Am 15. November 2023 umstellten israelische Streitkräfte (IDF) das Krankenhaus. Israel erklärte, unter dem Gelände befinde sich ein Kommandostand der Hamas, was das Krankenhausmanagement und Hamas bestritten.
Laut Gesundheitsbehörde befanden sich zu diesem Zeitpunkt rund 1.500 Patienten, 1.500 Mitarbeiter und etwa 15.000 Schutzsuchende auf dem Gelände.

### Zweiter Großangriff (18. März – 1. April 2024)

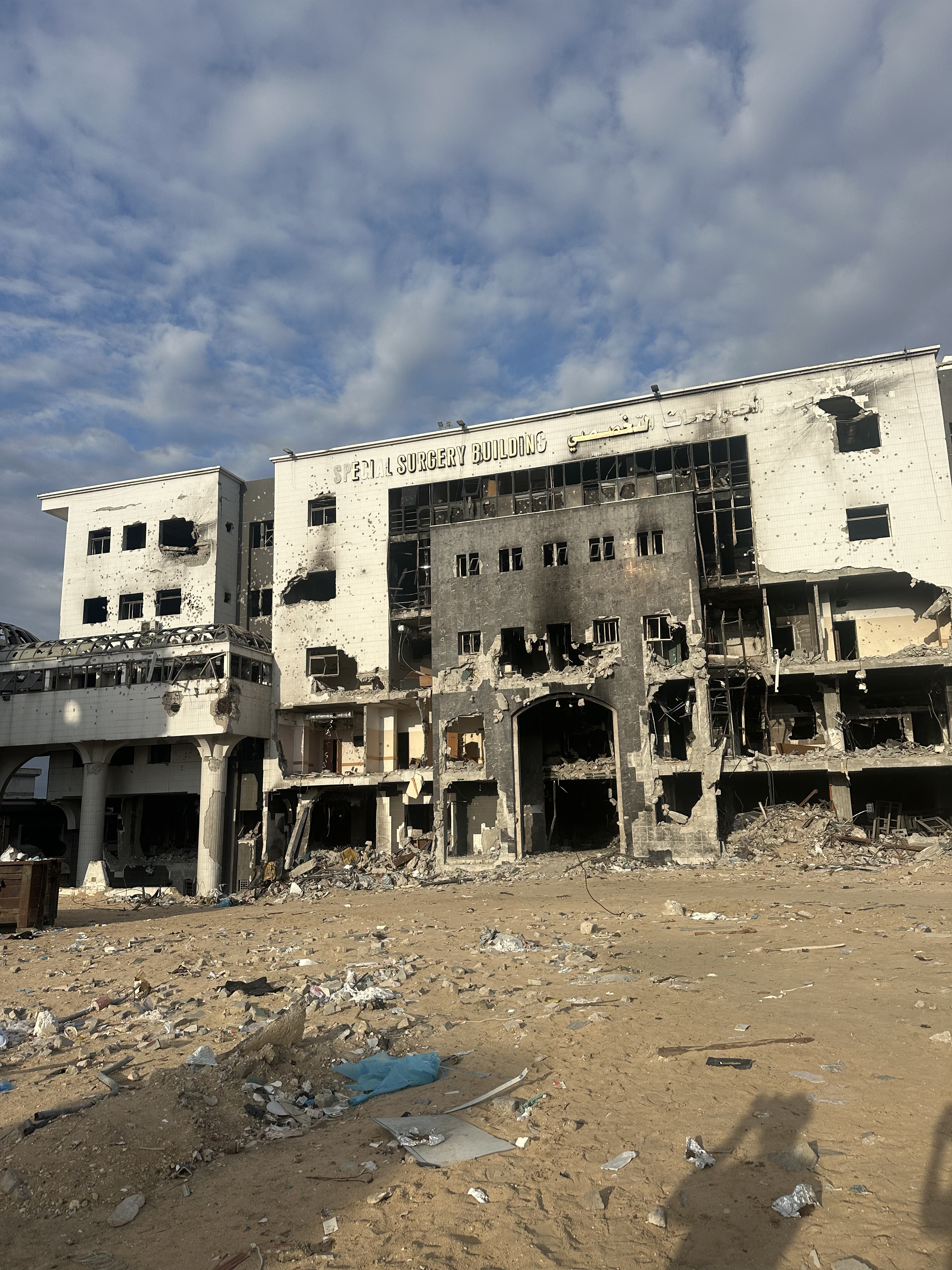
Zerstörtes Gebäude des Al-Schifa-Krankenhauses

Am 18. März 2024 startete die IDF einen erneuten Großangriff auf das Al-Schifa-Krankenhaus, nachdem Israel erklärte, Hamas-Führung habe sich dort wieder formiert. Nach zwei Wochen zogen die Truppen am 1. April ab; das Areal lag weitgehend in Trümmern. WHO-Teams stellten am 5. April fest, dass Gebäude und Medizintechnik „extensiv beschädigt oder zerstört“ seien, das Krankenhaus sei „eine leere Hülle“ ohne Patienten. Auf dem Gelände wurden zudem mehrere Massengräber mit Dutzenden Leichen entdeckt.

## Kontroverse um militärische Nutzung durch die Hamas
Israel und die USA behaupteten wiederholt, Hamas betreibe unter Al-Schifa ein Hauptquartier. Der Nationale Sicherheitsrat der Vereinigten Staaten bestätigte am 14. November 2023, über eigene Geheimdienstinformationen zu verfügen, die belegten, dass Hamas und Palästinensischer Islamischer Dschihad Al-Schifa und Tunnel darunter für militärische Aktivitäten nutzten. Die IDF gab bekannt, einen Tunnelschacht und Fahrzeuge mit Waffen auf dem Krankenhausgelände gefunden zu haben.
Bisher veröffentlichte Belege gelten jedoch in internationalen Medien als unzureichend, um ein großflächiges Kommandozentrum nachzuweisen. Der BBC-Korrespondent Jeremy Bowen urteilte, dass die vorgelegten Beweise nicht überzeugend genug seien, um zu belegen, „dass dies ein Nervenzentrum der Hamas-Operation“ gewesen sei.

## Aktueller Status
Nach Zerstörung des Al-Schifa-Krankenhauses bezeichnete die WHO die „systematische Demontage“ der Gesundheitsinfrastruktur in Gaza als völkerrechtlich bedenklich und forderte den Schutz von medizinischen Einrichtungen. Seit Mai 2025 ist Al-Schifa außer Betrieb; in Nordgaza existieren nach UN-Angaben keine voll funktionsfähigen Krankenhäuser mehr.